# Landtagswahl in Württemberg-Baden 1946
- KPD: 10
- SPD: 32
- CDU: 39
- DVP: 19

Bei der Wahl zum Landtag in Württemberg-Baden am 24. November 1946 wurde die CDU stärkste Partei. Ministerpräsident Reinhold Maier (DVP) blieb im Amt.

## Ergebnisse
| Partei | Stimmen   | Stimmanteil in % | Sitze |
| ------ | --------- | ---------------- | ----- |
| CDU    | 487.085   | 38,4             | 39    |
| SPD    | 404.716   | 31,9             | 32    |
| DVP    | 247.710   | 19,5             | 19    |
| KPD    | 130.253   | 10,3             | 10    |
| Gesamt | 1.269.764 | 100,1            | 100   |

- Wahlbeteiligung: 71,7 %[1]

## Gewählte Mitglieder
- Liste der Mitglieder des ersten Landtages von Württemberg-Baden